# Norges Svømmeforbund
Norges Svømmeforbund (kurz NSF, deutsch „Norwegens Schwimmverband“) ist der Dachverband des Schwimmsports in Norwegen mit Sitz im Haus des Sports (norwegisch Idrettens Hus) beim Ullevaal-Stadion in Oslo. Zu seinen Aufgaben gehört neben dem Organisieren von Wettbewerben im Schwimmen, Wasserspringen, Wasserball und Synchronschwimmen auch die Ausbildung von Schwimmanfängern und Trainern sowie die Ausgabe von Schwimmabzeichen. Der Verband, der in 18 Unterbezirke aufgeteilt ist, zählt rund 50.000 Aktive in 252 Vereinen (Stand 2009). Gegründet wurde er vor rund hundert Jahren am 19. August 1910 mit Johan N. Blytt vom Bergens Svømme Club als ersten Präsidenten an der Spitze.
Es ist einer der Sportfachverbände des Sportbundes Norges idrettsforbund og olympiske og paralympiske komité (NIF, dt. „Norwegens Sportverband und olympisches und paralympisches Komitee“). Zudem ist der norwegische Schwimmverband Mitglied in den internationalen Schwimmverbänden NSF (Nordische Länder), LEN (Europa) und FINA (Weltschwimmverband).
Das Motto des Verbandes lautet: „Jeder Norweger ein Schwimmer, jeder Schwimmer ein Lebensretter / Rettungsschwimmer“ (norw. Hver nordmann en svømmer, hver svømmer en livredder). Um dabei den herausragendsten norwegischen Schwimmer des Jahres zu ehren, wird seit 1912 für Männer bzw. seit 1916 für Frauen der Kongepokal (dt. „Königspokal“) im Schwimmen verliehen.